# Scoglio Nave
Lo scoglio Nave è un piccolo scoglio dell'Italia, in Liguria.

## Geografia
Lo scoglio è collocato a breve distanza da punta Nave, a sua volta situata nel comune di Genova tra la Vesima e Voltri.

## Storia
Lo scoglio è un tradizionale riferimento visivo per orientarsi nel tratto di costa ad ovest di Genova.
Nel 2010 è stato collegato con un pennello in cemento alla costa con l'obiettivo di proteggere le vicine spiagge dall'erosione.